# Rejection
Rejection è un singolo del disc jockey francese Martin Solveig pubblicato il 2 luglio 2007 come terzo e ultimo estratto dall'album Hedonist.

## Tracce
CD Maxi
1. Rejection (Radio Edit) – 3:37
2. Rejection (Bob Sinclar Remix) – 5:07
3. Rejection (Ian Carey Remix) – 6:52
4. Rejection (Erick E Club Mix) – 8:37
5. Rejection (Erick E Dub) – 8:38
6. Rejection (Trickski Main Mix) – 8:34
7. Rejection (Trickski Darque Deube) – 8:34
8. Rejection (Stylophonic Club Mix) – 6:50
9. Rejection (Stylophonic Dub) – 6:50
10. Rejection (Original Club Edit) – 5:06
11. Rejection (Ex-Echo Remix) – 6:44

12" Maxi
1. Rejection (Bob Sinclar Remix) – 5:07
2. Rejection (Ian Carey Remix) – 6:52
3. Rejection (Erick E Club Mix) – 8:37
4. Rejection (Original Club Edit) – 5:06

## Classifiche
| Classifica (2007) | Posizione massima |
| ----------------- | ----------------- |
| Belgio (Fiandre)  | 57                |
| Belgio (Vallonia) | 52                |
| Francia           | 34                |
| Italia            | 23                |
| Svizzera          | 55                |
| Ungheria          | 10                |